# Ciceu-Giurgești
Ciceu-Giurgești là một xã thuộc hạt Bistrița-Năsăud, România. Dân số thời điểm năm 2002 là 4346 người.